# Christian Berkel
Christian Berkel (født 28. oktober 1957 i Berlin, Tyskland) er en tysk skuespiller. Han er bedst kendt for sine roller i Derrick, Der Alte, SOKO 5113 og Der Untergang. Han har medvirket i filmen Flammen og Citronen fra 2008.

## Udvalgt filmografi
- 1977: Der Mädchenkrieg (Maiden's War)
- 1978: Tatort – Rot, rot, tot (TV)
- 1981: Frau Jenny Treibel (TV)
- 1989: Der Bastard (TV series)
- 1993: Ein unvergeßliches Wochenende... in Salzburg (TV)
- 1995: Das Schicksal der Lilian H. (TV)
- 1996: Lautlose Schritte (TV)
- 1997: Umarmung mit dem Tod (TV)
- 1998: Tod auf Amrum (TV)
- 1999: Sweet Little Sixteen (TV)
- 2000: Blondine sucht Millionär fürs Leben (TV)
- 2001: Das Experiment (The Experiment)
- 2002: Die Affäre Semmeling (TV serie)
- 2003: Erste Liebe (TV)
- 2004: Der Untergang
- 2004: Männer wie wir (
- 2004: Der Vater meiner Schwester (TV)
- 2005: Tatort – Leerstand (TV)
- 2005: Flightplan (film)
- 2006: Die Sturmflut (TV)
- 2006: Eine Frage des Gewissens (TV)
- 2006: Black Book
- 2006: Der Kriminalist (TV)
- 2008: Valkyrie
- 2008: Miraklet ved Skt. Anna
- 2008: Flammen og Citronen
- 2009: Inglourious Basterds
- 2015: The Man from U.N.C.L.E.